# Lahar (mitologia)
Lahar è il dio del bestiame nella mitologia sumera. Insieme alla sorella Ashnan, dea del grano, è creato in modo che gli dei Anunnaki possano avere nutrimento e vestiti.